# タリー・ブランチャード
タリー・ブランチャード（Tully Arthur Blanchard、1954年1月22日 - ）は、アメリカ合衆国の元プロレスラー。テキサス州サンアントニオ出身。生誕地はカナダのアルバータ州カルガリーとされる場合もある。
タッグの名手であり、ジノ・ヘルナンデスとのダイナミック・デュオ、アーン・アンダーソンとのブレイン・バスターズ などで活躍した。1980年代に一世を風靡したフォー・ホースメンのオリジナル・メンバーとしても知られる。
父親はサンアントニオを本拠地とするサウスウエスト・チャンピオンシップ・レスリングのプロモーターだったジョー・ブランチャード。娘のテッサ・ブランチャードもプロレスラーである。

## 来歴
ザ・ファンクスやスタン・ハンセン、ブルーザー・ブロディも在籍していたウエスト・テキサス州立大学の出身で、大学時代は彼らと同じくアメリカンフットボール部に所属。当時のチームメイトにはテッド・デビアスやティト・サンタナがいた。1975年のデビュー後、レスラー兼プロモーターの父親ジョー・ブランチャードが運営する地元サンアントニオのSCW（Southwest Championship Wrestling）で活動。1978年2月1日にはトーナメントを征し、新設されたサウスウエストTV王座（後のサウスウエスト・ヘビー級王座）の初代チャンピオンに認定された。
当初はベビーフェイスとして売り出され、ブル・ラモスやデイル・バレンタインと抗争していたが、やがてヒールに転向。ワフー・マクダニエル、テリー・ファンク、ボブ・スウィータンらとサウスウエスト・ヘビー級王座を争い、SCWのフラッグシップ・タイトルである同王座には、1983年までに通算11回戴冠した。タッグでは、1981年よりジノ・ヘルナンデスとダイナミック・デュオ（The Dynamic Duo）を結成。若手の悪党コンビとして頭角を現し、ワフー・マクダニエル&テリー・ファンク、チャボ・ゲレロ&マニー・フェルナンデス、ブルーザー・ブロディ&ディック・スレーターなどのチームを相手に、サウスウエスト・タッグ王座を5回、SCW世界タッグ王座を2回獲得している。
1984年にヘルナンデスとのタッグを解消し、ノースカロライナのNWAミッドアトランティック地区（ジム・クロケット・プロモーションズ）に転出。同年3月28日にマーク・ヤングブラッドからTV王座を奪取し、リッキー・スティムボートやダスティ・ローデスと抗争を展開した。1985年7月21日にはマグナムTAを破ってUSヘビー級王座を獲得、以降もマグナムTAと抗争を繰り広げ、11月28日開催の『スターケード』ではアイ・クイット・マッチで雌雄を決した。
USヘビー級王座戴冠中の1985年、リック・フレアー、オレイ・アンダーソン、アーン・アンダーソンらとフォー・ホースメン（The Four Horsemen）を結成。当時のNWAを象徴するヒール・ユニットの一員として、公私にわたって悪名を轟かす。1986年3月4日にはダスティ・ローデスを破り、ジョージア・チャンピオンシップ・レスリングのタイトルだったNWAナショナル・ヘビー級王座を獲得。同王座は8月28日にワフー・マクダニエルに奪取されるも、11月27日には再びダスティ・ローデスを下し、世界タイトルとなったTV王座に返り咲いている。以降、前王者ローデスをはじめ、ディック・マードック、バリー・ウインダム、ジミー・バリアント、ロニー・ガービン、フェイスターンしたオレイ・アンダーソンらの挑戦を退け、翌1987年8月17日にニキタ・コロフに敗れるまで、世界TV王者として長期政権を築いた。
タッグでは、1987年9月29日に盟友アーン・アンダーソンとのコンビでロックンロール・エクスプレスからNWA世界タッグ王座を奪取。その後もバリー・ウインダム&レックス・ルガー、ロード・ウォリアーズ、ミッドナイト・エクスプレス（ボビー・イートン&スタン・レーン）などの強豪チームとタイトルを争った。

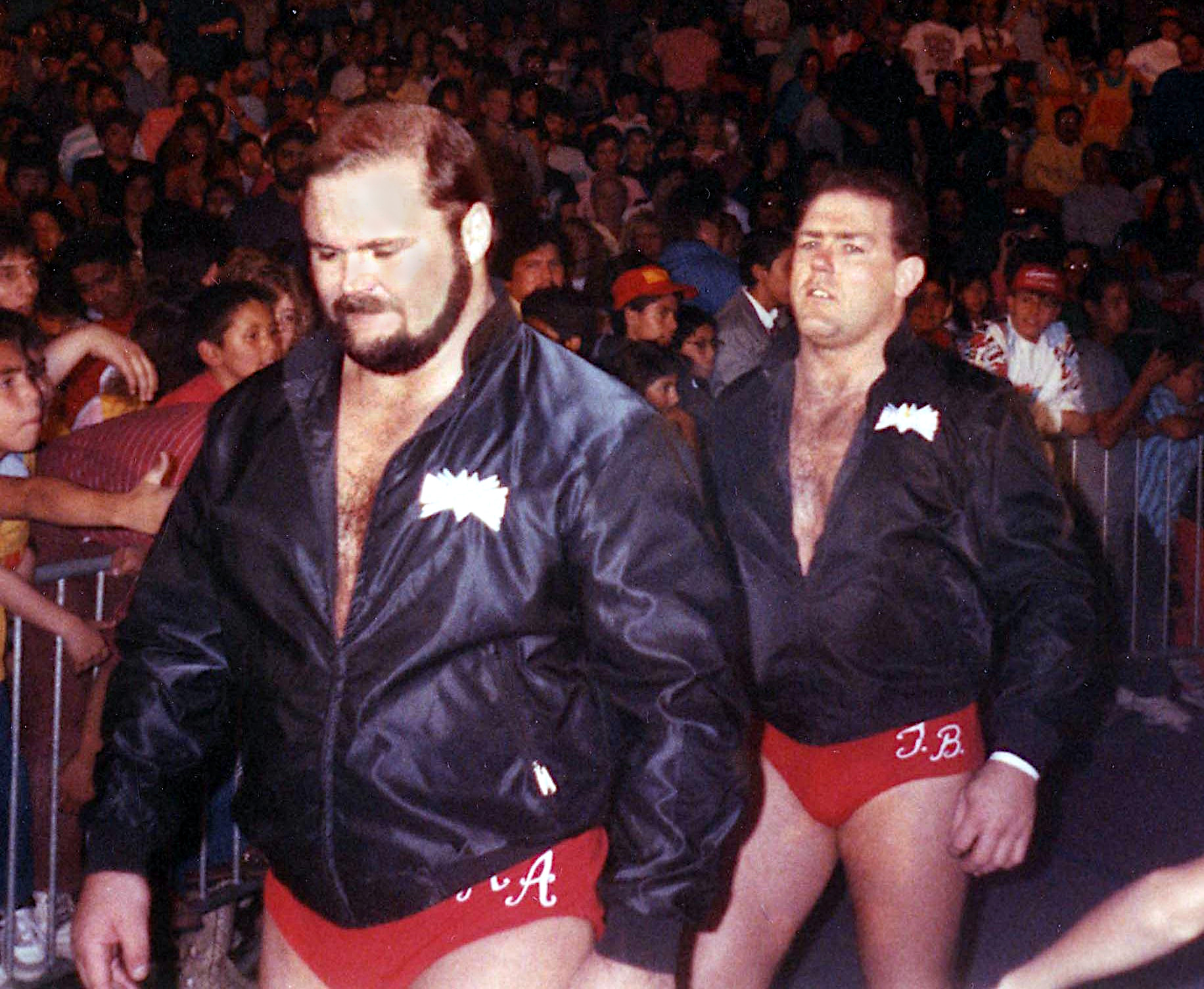
ブレイン・バスターズ（右がブランチャード、左がアーン・アンダーソン）

1988年9月10日にミッドナイト・エクスプレスにNWA世界タッグ王座を明け渡した後、10月よりアーン・アンダーソンと共にWWFに移籍。WWFではボビー・ヒーナンをマネージャーに、ブレイン・バスターズ（The Brain Busters）のチーム名を与えられ、ストライク・フォース（リック・マーテル&ティト・サンタナ）、ハート・ファウンデーション（ブレット・ハート&ジム・ナイドハート）、ザ・ロッカーズ（マーティ・ジャネッティ&ショーン・マイケルズ）、ザ・ブッシュワッカーズ（ブッチ・ミラー&ルーク・ウィリアムス）などのチームと抗争。1989年7月18日にはアックスとスマッシュのデモリッションからWWF世界タッグ王座を奪取、NWAとWWFの2大タッグ・タイトルへの戴冠を果たした。
しかし同年11月、ドラッグ検査に違反してWWFを解雇される。やがてアンダーソンもWWFを離脱してNWA（ジム・クロケット・プロモーションズを買収したWCW）に復帰、"オリジナル" フォー・ホースメン再結成も噂されたがドラッグ問題のためブランチャードの再契約は見送られ、以降はインディー団体を転戦。崩壊寸前の末期AWAにも出場していた。この間、過去の放蕩生活を悔い改めて新生キリスト教徒となり、1990年代初頭にセミリタイアして説教師に転身した。
その後も宣教活動の傍ら単発的にリングに上がり、1994年5月22日に行われたWCWのPPVイベント "Slamboree" では、SCW時代から因縁の浅からぬテリー・ファンクと対戦。1995年にはECWに登場し、1月から3月にかけてシェーン・ダグラスのECW世界ヘビー級王座に連続挑戦した。同年10月29日には藤波辰爾が旗揚げした無我の旗揚げ興行に初来日、メインイベントで藤波と対戦している。
2000年代に入ってからもオールドタイマーによるイベントに時折参戦し、かつてのライバルたちとエキシビション・マッチを行っている。2006年には短期間ながら、WWEでロード・エージェントを任されていたこともあった。
2012年、リック・フレアー、アーン・アンダーソン、バリー・ウインダムおよびマネージャーのJ・J・ディロンと共に、フォー・ホースメンとしてWWE殿堂に迎えられた。

## 得意技
- スリングショット・スープレックス（ロープ・リバウンド式ブレーンバスター）
- ブレーンバスター
- パイルドライバー
- フィギュア・フォー・レッグロック
- エルボー・ドロップ
- スパイク・パイルドライバー（アーン・アンダーソンとの合体攻撃として使用）[32]

## 獲得タイトル
サウスウエスト・チャンピオンシップ・レスリング
- SCWサウスウエスト・ヘビー級王座：11回[7]
- SCWサウスウエスト・タッグ王座：5回（w / ジノ・ヘルナンデス）[8]
- SCW世界タッグ王座：2回（w / ジノ・ヘルナンデス）[9]

セントラル・ステーツ・レスリング
- NWAセントラル・ステーツ・ヘビー級王座：1回[33]

ミッドアトランティック・チャンピオンシップ・レスリング
- NWA USヘビー級王座：1回[13]
- NWAナショナル・ヘビー級王座：1回[16]
- NWAミッドアトランティックTV王座：1回[10]
- NWA世界TV王座：2回[17]
- NWA世界タッグ王座：2回（w / アーン・アンダーソン）[19]

ワールド・レスリング・フェデレーション / WWE
- WWF世界タッグ王座：1回（w / アーン・アンダーソン）[23][24]
- WWE殿堂：2012年（フォー・ホースメンとして。インダクターはダスティ・ローデス）[31]

ナショナル・レスリング・アライアンス
- NWA殿堂：2009年[34]